# Richard-Wagner-Platz (Leipzig)
Der Richard-Wagner-Platz (bis 1913 Theaterplatz) ist ein Platz in Leipzig im Nordwesten der Innenstadt. Der Platz ist nach dem Komponisten Richard Wagner (1813–1883) benannt, dessen Geburtshaus sich in der Nähe befand.

## Lage und Gestaltung

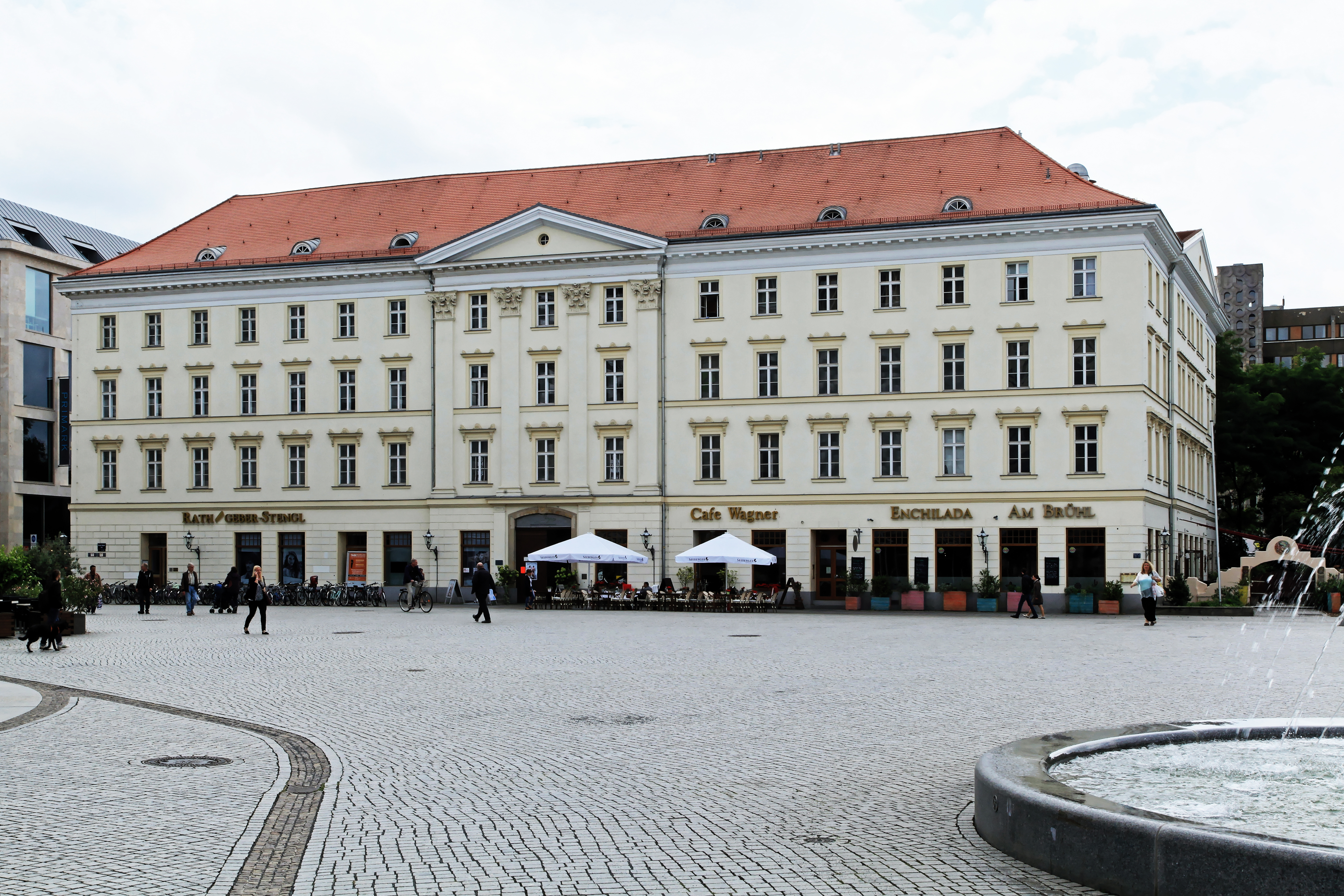
Das Haus Großer Blumenberg am Richard-Wagner-Platz (2016)

Der unregelmäßig geformte, rund 7.200 m² große Platz wird nach Norden vom Tröndlinring begrenzt und nach Westen ein kurzes Stück vom Goerdelerring. An der langen Südwestseite steht das klassizistische Gebäude Großer Blumenberg neben einer Parkanlage, in der das Samuel-Hahnemann-Denkmal aufgestellt ist. An der Südostecke münden der Brühl, die Hainstraße und die Große Fleischergasse. Die Ostgrenze bildet die Blechbüchse, sie ist das westliche Ende der Höfe am Brühl. Nördlich des Gebäudes mündet die Richard-Wagner-Straße, die hier aber nur noch Fuß- und Radweg ist.
Im nordwestlichen Teil stehen auf dem von Granitkleinpflaster bedeckten Richard-Wagner-Platz in einem quadratischen Rasternetz von sechs Meter Weite 59 junge Winterlinden, in deren Mitte sich ein Springbrunnen befindet. Einige der Linden sind von ringförmigen Sitzbänken umgeben. Südöstlich der Linden liegt eine kleine Skatepark-Anlage. Auf der freien Fläche des Platzes wurden die drei von Harry Müller gestalteten Kunstbrunnen aufgestellt, die bis 1999 auf dem ehemaligen Sachsenplatz standen und von den Leipzigern „Pusteblumen“ genannt werden.

## Geschichte

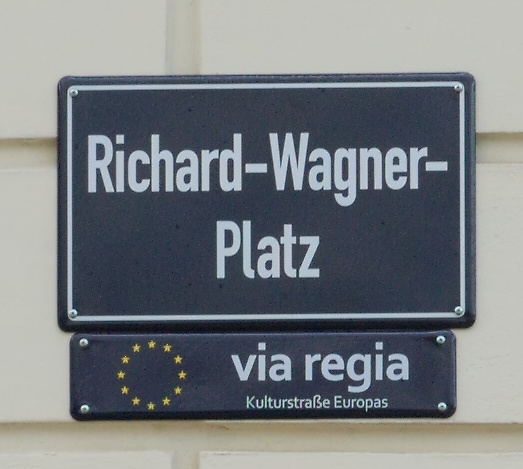
Straßenschild am Richard-Wagner-Platz (2012)

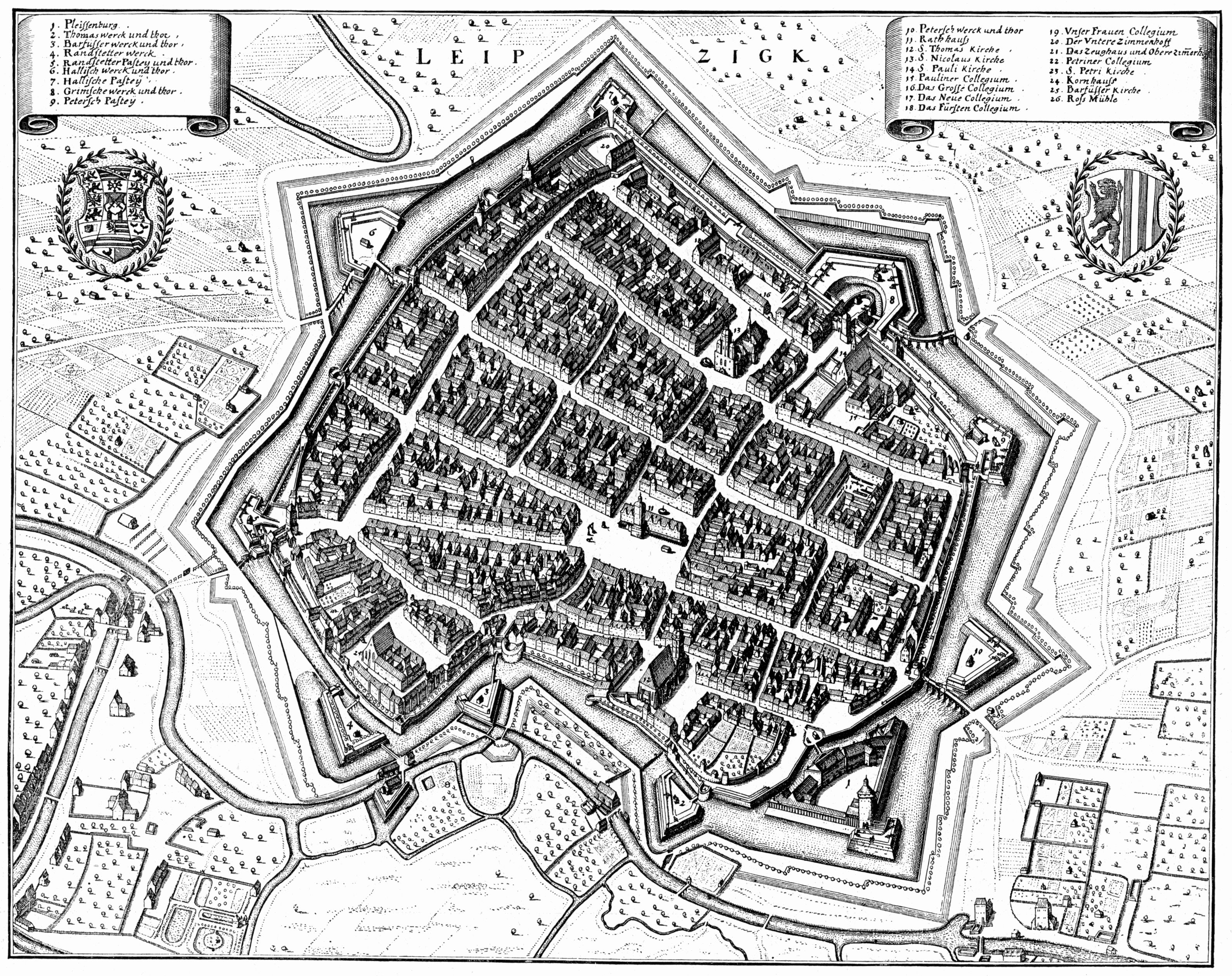
Der Platz am Ranstädter Tor (links innerhalb der Stadtmauer) auf einem Stich von Matthäus Merian, um 1650

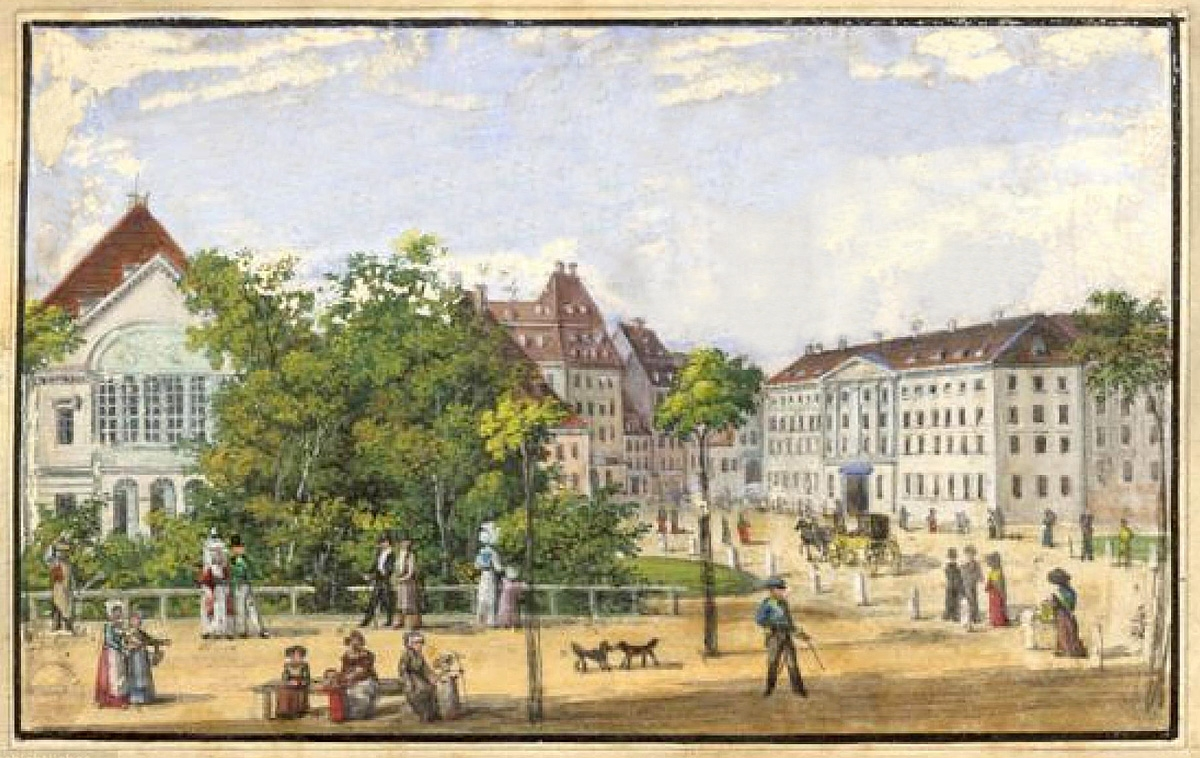
Der Theaterplatz um 1840

Auf dem Gelände des Richard-Wagner-Platzes befand sich im 10. Jahrhundert der slawische Markt der Siedlung Lipsk, von dem aus sich die Stadt Leipzig entwickelte. Der Platz lag an der Kreuzung der von Merseburg kommenden und weiter nach Grimma und über Görlitz bis Breslau führenden Via Regia mit der in Nord-Süd-Richtung verlaufenden Via Imperii, beides alte Reichsstraßen. Mit der Befestigung der Stadt entstand als Westausgang und Passage der Via Regia um 1550 das Ranstädter Tor mit vorgelagerter Ranstädter Bastei. Als Markt der Stadt wurde inzwischen der heutige Marktplatz genutzt, und der Torplatz hieß Am Ranstädter Thore.
Nach dem Abriss der Stadtmauer entstanden auf den Fundamenten der Ranstädter Bastei 1718 das Reithaus und 1766 das Alte Theater. Als 1822 auch die Bauten des Ranstädter Tores niedergelegt wurden, standen die beiden Häuser nun an dem neu entstandenen größeren Platz, der in etwa dem heutigen Richard-Wagner-Platz entsprach. 1839 erhielt er den Namen Theaterplatz. Über den Bereich ehemaliger Befestigungsanlagen wurde nach Süden in Richtung Matthäikirchhof die Töpferstraße angelegt, die in den 1980er Jahren aufgegeben wurde.
Als am 1. April 1882 die Pferdebahntrasse – später Straßenbahn – vom Brühl nach Lindenau in Betrieb genommen wurde, führte diese über den Theaterplatz. Dieser Streckenabschnitt wurde am 20. Juli 1964 stillgelegt.

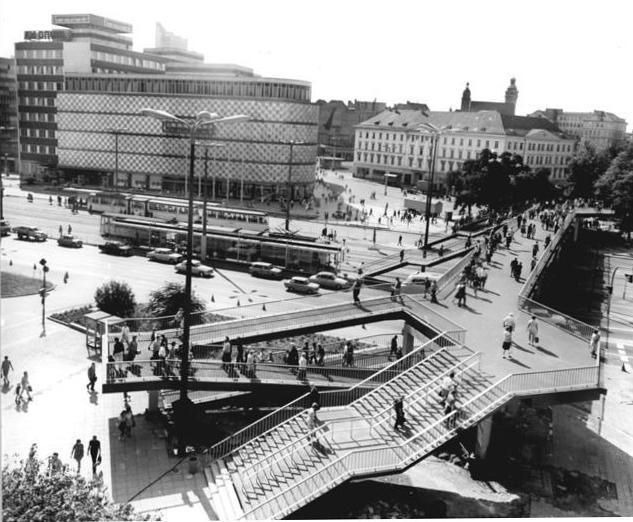
Fußgängerbrücke über den Tröndlinring zum Richard-Wagner-Platz (1973)

Am 22. Mai 1913, dem 100. Geburtstag des im Haus Roter und Weißer Löwe (Brühl 3) geborenen Komponisten und Kapellmeisters Richard Wagner, wurde der Theaterplatz in Richard-Wagner-Platz umbenannt. Wagners Geburtshaus lag nahe der Ecke Brühl/Theaterplatz. Es war 1886 abgerissen worden und der Nachfolgebau 1907 für die Errichtung des Kaufhauses Brühl, der späteren Blechbüchse, beseitigt.
In der Nacht vom 3. auf den 4. Dezember 1943 wurden beim größten Luftangriff auf Leipzig während des Zweiten Weltkrieges das Kaufhaus Brühl und das Alte Theater zerstört. Durch den Abriss der Ruine des Theaters vergrößerte sich die freie Fläche des Platzes, die aber 1964 bei der Verbreiterung des Verkehrsraums am Tröndlinring wieder verlorenging. Desgleichen wurde bei dieser Baumaßnahme auch die Fahrverbindung vom Richard-Wagner-Platz zum Fleischerplatz (heute Goerdelerring) gekappt.
Über den Tröndlinring wurde 1973 vom Richard-Wagner-Platz zum Ring-Messehaus eine 78 m lange Fußgängerbrücke mit Mittelabgängen zur Straßenbahnhaltestelle errichtet, die die Leipziger wegen ihrer Farbe Blaues Wunder nannten. Ein weiterer Brückenteil über den heutigen Goerdelerring kam 1977 hinzu. Die Brücke wurde 2004 abgerissen.
Von April 2012 bis Mai 2013 wurde der inzwischen als Parkplatz genutzte Richard-Wagner-Platz in der oben beschriebenen Art bei einem Kostenaufwand von 2,6 Millionen Euro neu gestaltet. Am Vorabend des 200. Geburtstags Wagners wurde er der Öffentlichkeit übergeben. Aus dem gleichen Anlass wurde etwa 150 Meter südwestlich des Richard-Wagner-Platzes in der Grünanlage am Goerdelerring das Leipziger Richard-Wagner-Denkmal enthüllt.
Da der Platz in den Folgejahren häufig Ort von Versammlungen des Leipziger PEGIDA-Ablegers LEGIDA war,
wurde Ende 2015 von entgegengesetzten Interessengruppen eine Petition zur Umbenennung des Platzes in „Refugees-Welcome-Platz“ initiiert.  Diese Initiative wurde jedoch nicht umgesetzt.